# Gianni Federico
Gianni Federico (Reggio Calabria, 12 luglio 1963) è un attore, regista e drammaturgo italiano.

## Biografia
Gianni Federico nasce a Reggio Calabria il 12 luglio 1963. Per motivi di lavoro e studio, trascorre la sua vita prevalentemente tra Benevento e Roma. Nel 1990 si diploma all'Accademia d'arte drammatica della Calabria.

### Carriera teatrale
Il suo debutto come attore avviene a 25 anni nello spettacolo I pazzarelli (1988), per la regia di Maurizio Gueli, mentre l'anno dopo recita insieme a Flavio Bucci nello spettacolo Empedocle con la regia di Melo Freni. Nello stesso anno arriva il suo esordio alla regia con Il Bosco scritto da David Mamet. Nel 1991 recita al fianco di Nando Gazzolo e Nino Castelnuovo nello spettacolo Il giorno della civetta, diretto nuovamente da Melo Freni. Sempre con Nando Gazzolo recita anche due anni dopo, nello spettacolo Chips (1992) e nel 1994 affianca Arnoldo Foà in Aulularia. Nel 2005 è regista di Storia di amore e soppressate.

### Carriera cinematografica
Il suo esordio nel cinema arriva nel 1997 con Dolce far niente, regia di Naè Garanfil, e due anni dopo gira il suo primo film da protagonista, con la regia di Giorgio Molteni, ovvero Terrarossa. Dopo questa esperienza, compare al cinema solo per brevi comparse. Nel 2019 ha nuovamente un ruolo principale nel film natalizio Il primo Natale, diretto e interpretato da Ficarra e Picone.
Ha svolto anche il ruolo di sceneggiatore e occasionalmente anche direttore del doppiaggio di film da lui interpretati.

### Carriera televisiva
In ambito televisivo, debutta nel 2013 in Il giudice meschino, al fianco di Luca Zingaretti. Nel 2015 recita in Squadra antimafia 7 (2015) e Questo è il mio paese al fianco di Michele Placido.
Nel 2019, recita nella serie Netflix Suburra al fianco di Alessandro Borghi. Ha recitato in diverse pubblicità.

## Vita privata
Si è sposato nel 1995 con l'attrice teatrale Patrizia Santamaria, che ha recitato in alcuni suoi spettacoli e con la quale ha avuto due figli.

## Teatro
- I pazzarelli di Maurizio Gueli (1988)
- La parola, le emozioni, l'immagine regia di Alvaro Piccardi (1988)
- Empedocle regia di Melo Freni (1989)
- Il Bosco (1989) - Anche regista e adattatore
- La barba alla morte regia di Giancarlo Sanmartano (1990)
- La morsa regia di Andrea Dalla Zanna (1991)
- Il giorno della civetta regia di Melo Freni (1991)
- Polizia regia di Andrea Dalla Zanna (1992)
- La lupa regia di Marco Gagliardo (1992)
- Chips regia di Livio Galassi (1992)
- La putta onorata regia di Giuseppe Pambieri (1993)
- Il medico volante regia di Andrea Dalla Zanna (1994)
- La cavalleria rusticana regia di Mario Baldini (1994)
- Aulularia regia di Renato Giordano (1994)
- La presidentessa regia di Geppy di Stasio (1995)
- Signore e signori regia di Franco Molè (1995)
- Uno sguardo dal ponte regia di Tommaso Cassano (1996)
- Pallottole su Broadway regia di Enrico Lamanna (1997)
- Storie di amori e soppressate (2005) - Anche regista
- I permalosi (2009) - Anche regista e sceneggiatore
- La farsa l'avanspettacolo e una specie di cabaret (2014) - Anche regista e sceneggiatore
- A me me piace Grease (2014) - Anche regista e sceneggiatore
- Il medico volante (2016) - Anche regista e sceneggiatore
- Alla faccia vostra (2017) al fianco di Debora Caprioglio e Gianfranco Iannuzio
- Mamma tu non esisti (2018) di Martin Giner - regista, traduttore e adattatore
- Salone di bellezza Wanda (2020) di Adriana Allende - regista, traduttore e adattatore

## Filmografia

### Cinema
- Dolce far niente, regia di Nae Caranfil (1998)
- Terrarossa, regia di Giorgio Molteni (1999)
- Non è giusto, regia di Antonietta Di Lillo (2000)
- La lettera, regia di Luciano Cannito (2003)
- Grande, grosso e Verdone, regia di Carlo Verdone (2008)
- Christine Cristina, regia di Stefania Sandrelli (2009)
- Corpo celeste, regia di Alice Rohrwacher (2010)
- Romanzo di una strage, regia di Marco Tullio Giordana (2011)
- Il comandante e la cicogna, regia di Silvio Soldini (2012)
- Bologna 2 agosto, regia di Giorgio Molteni (2013)
- Malati di sesso, regia di Claudio Cicconetti (2016)
- Il primo Natale, regia di Ficarra e Picone (2019)

### Televisione
- Uno sguardo dal ponte, regia di Luciano Odorisio (1996)
- Gli uomini sono tutti uguali, regia di Alessandro Capone (1997)
- I.A.S. Investigatore allo Sbaraglio, regia di Giorgio Molteni (1998)
- Camici bianchi, regia di Stefano Amatucci (2000)
- La squadra, registi vari (2003)
- R.I.S. 2 - Delitti imperfetti, regia di Alexis Sweet - serie TV, episodio 2x14 (2006)
- Carabinieri 6, regia di Sergio Martino (2006)
- Solo, regia di Michele Alhaique (2015)
- Lampedusa - Dall'orizzonte in poi, regia di Marco Pontecorvo (2015)
- Suburra - La serie, registi vari (2019)
- Il patriarca, regia di Claudio Amendola - serie TV, episodi 2x11-2x12 (2024)